# Сарајевска област
Сарајевска област је била административна јединица Краљевине Срба, Хрвата и Словенаца. Постојала је од 1923. до 1929. године. Административни центар области је био град Сарајево.

## Административна подјела
У управном погледу Сарајевска област се дјели на срезове: Сарајево, Високо, Вишеград, Рогатица, Фојница, Фоча, Чајниче и град Сарајево, а у области су ове предеоне цјелине: Сарајевско Поље, Лепеница, Фојничка Нахија, Високо, Гласинац, Дрина, Загорје и Ђурево.